# Giro di Lombardia 2016
Il Giro di Lombardia 2016, centodecima edizione della "classica delle foglie morte" e valido come ventisettesima prova dell'UCI World Tour 2016, si svolse il 1º ottobre 2016 su un percorso di 241 chilometri, con partenza da Como e arrivo a Bergamo. Le asperità del percorso furono otto, rendendo l'edizione una delle più impegnative di sempre: Madonna del Ghisallo, Colle Brianza, Valcava, Berbenno, Sant'Antonio Abbandonato, Miragolo San Salvatore, Selvino e Bergamo Alta. La vittoria fu appannaggio del colombiano Esteban Chaves che completò la gara in 6h26'36", alla media di 37,25 km/h, precedendo l'italiano Diego Rosa e il connazionale Rigoberto Urán, entrambi battuti in una volata a tre.
Sul traguardo di Bergamo 61 ciclisti, su 200 partenti, portarono a termine la competizione.

## Squadre partecipanti
Alla 110ª edizione della corsa parteciparono 25 squadre composte da 8 corridori ciascuna.
| N.      | Cod. | Squadra                     |
| ------- | ---- | --------------------------- |
| 1-8     | AST  | Astana Pro Team             |
| 11-18   | ALM  | AG2R La Mondiale            |
| 21-28   | AND  | Androni Giocattoli-Sidermec |
| 31-38   | BAR  | Bardiani-CSF                |
| 41-48   | BMC  | BMC Racing Team             |
| 51-58   | CDT  | Cannondale-Drapac           |
| 61-68   | CCC  | CCC Sprandi Polkowice       |
| 71-78   | COF  | Cofidis                     |
| 81-88   | EQS  | Etixx-Quick Step            |
| 91-98   | FDJ  | FDJ                         |
| 101-108 | GAZ  | Gazprom-RusVelo             |
| 111-118 | IAM  | IAM Cycling                 |
| 121-128 | LAM  | Lampre-Merida               |

| N.      | Cod. | Squadra                    |
| ------- | ---- | -------------------------- |
| 131-138 | LTS  | Lotto-Soudal               |
| 141-148 | MOV  | Movistar Team              |
| 151-158 | NIP  | Nippo-Vini Fantini         |
| 161-168 | OBE  | Orica-BikeExchange         |
| 171-178 | DDD  | Team Dimension Data        |
| 181-188 | TGA  | Team Giant-Alpecin         |
| 191-198 | KAT  | Team Katusha               |
| 201-208 | TLJ  | Team Lotto NL-Jumbo        |
| 211-218 | SKY  | Team Sky                   |
| 221-228 | TNK  | Tinkoff                    |
| 231-238 | TFS  | Trek-Segafredo             |
| 241-248 | STH  | Wilier Triestina-Southeast |

## Ordine d'arrivo (Top 10)
| Pos. | Corridore            | Squadra    | Tempo    |
| ---- | -------------------- | ---------- | -------- |
| 1    | Esteban Chaves       | Orica      | 6h26'36" |
| 2    | Diego Rosa           | Astana     | s.t.     |
| 3    | Rigoberto Urán       | Cannondale | s.t.     |
| 4    | Romain Bardet        | AG2R       | a 6"     |
| 5    | Davide Villella      | Cannondale | a 1'19"  |
| 6    | Alejandro Valverde   | Movistar   | a 1'24"  |
| 7    | Robert Gesink        | Lotto NL   | s.t.     |
| 8    | Warren Barguil       | Giant      | s.t.     |
| 9    | Alessandro De Marchi | BMC        | s.t.     |
| 10   | Pierre Latour        | AG2R       | s.t.     |